# Jean-Luc Einaudi
Pour les articles homonymes, voir Einaudi.
Jean-Luc Einaudi, né le 14 septembre 1951 à Paris 17e et mort le 22 mars 2014 à Paris 15e,,,,, est un historien amateur, et militant politique français d'extrême gauche. 

## Biographie
Militant du Parti communiste marxiste-léniniste de France (PCMLF) de 1968 à 1982, il a été rédacteur du journal du parti, L'Humanité rouge.
En avril 1973, Jean-Luc Einaudi publie sous pseudonyme de « André Colère », une brochure intitulée « la fascisation en France », (supplément au no 186 de L'Humanité rouge), dans laquelle il écrit notamment : « Partout où le fascisme se manifeste, la riposte de masse doit venir, en n’oubliant pas que le danger vient de l’État, que c’est lui qu’il faut frapper ». Une seconde édition de cette brochure paraîtra à la mi-août 1973 (supplément au no 198 de L’Humanité rouge).
Jean-Luc Einaudi est alors membre du Collectif de Travail Parisien (CTP), qui supervisait l’action des cellules et sections du PCMLF en région parisienne. Selon lui, le rôle des « maoïstes » a été souvent occulté, mais tous les militants et sympathisants de Paris du PCMLF ont été mobilisés, ainsi que ceux de la Gauche prolétarienne, à qui étaient échus « plus particulièrement la fabrication et l’utilisation de cocktails Molotov ».
Il a également été éducateur de la protection judiciaire de la jeunesse dans la région parisienne.
Il a témoigné en 1997 devant la cour d'assises de Bordeaux, sur le massacre des Algériens du 17 octobre 1961, lors du procès de Maurice Papon pour son action de 1942 à 1944, époque où ce dernier était sous-préfet, secrétaire général de la préfecture de la Gironde.

## La question des archives et le massacre de 1961
À la recherche de preuves judiciaires du massacre des Algériens du 17 octobre 1961, Jean-Luc Einaudi dépose le 8 février 1998 aux Archives de Paris une demande de dérogation pour accéder aux registres d'information du parquet.

### Attaqué en diffamation par Papon
Le 20 mai 1998, Jean-Luc Einaudi écrit dans Le Monde: « En octobre 1961, il y eut à Paris un massacre perpétré par des forces de police agissant sous les ordres de Maurice Papon ». En juillet 1998, Papon porte plainte pour diffamation envers un fonctionnaire public. « Pour préparer sa défense, Jean-Luc Einaudi compte sur les documents officiels dont il a demandé communication trois mois plus tôt aux Archives de Paris. Le directeur des Archives de Paris, a effectivement transmis sa demande au procureur de la République, assortie d'une mise en garde « sur l'opportunité de lui réserver […] une issue positive » (12 février). C'était solliciter un refus. »
Faute de pouvoir produire des documents écrits attestant de la responsabilité de la préfecture de police, dirigée par Maurice Papon en octobre 1961, l'historien sollicite le témoignage des deux conservateurs des Archives de Paris, Brigitte Lainé et Philippe Grand, qui acceptent et témoignent, l'une par écrit et l'autre à la barre, les 4, 5, 11 et 12 février 1999. Maurice Papon, présent, est défendu par l'avocat Jean-Marc Varaut et fait témoigner en sa faveur entre autres l'ancien Premier ministre Pierre Messmer, tandis que Jean-Luc Einaudi fait venir à la barre des témoins directs des événements de 1961, dont Henri et Clara Benoits. Le 26 mars 1999, Maurice Papon est débouté de sa plainte et l'historien relaxé au bénéfice de la bonne foi.

### Le témoignage de deux archivistes
Dans une note adressée au maire de Paris, Bertrand Delanoë, le 5 janvier 2004, les deux archivistes qui ont témoigné expliquent ainsi la situation :

« Responsables des séries des archives judiciaires aux Archives de Paris depuis vingt-cinq ans, nous avons effectivement accès aux documents dont Jean-Luc Einaudi a besoin pour assurer sa défense face à Maurice Papon, mais nous ne pouvons pas les lui communiquer puisqu'il n'a pas obtenu la dérogation nécessaire. La seule solution permettant de conjuguer le respect de la déontologie de notre profession et notre conscience de citoyen, est donc d'accepter d'être cités comme témoins.

Nous ne pouvions passer sous silence l'existence des documents dont nous avions assuré le versement, le classement et la conservation, sachant que, face à la thèse défendue par Maurice Papon, ces documents apportaient la preuve incontestable du massacre opéré à Paris par les policiers le 17 octobre 1961 et les journées et semaines suivantes.

Nous taire eût été commettre une faute au regard du code international de déontologie des archives.
Nous avons toujours considéré que notre mission de conservateurs du patrimoine était à la fois technique et politique. »

Ils font ensuite l'objet d'une mise à l'écart complète, se voyant retirer en avril 1999 par le directeur des Archives de Paris, François Gasnault, leurs activités et équipements de bureau et interdire tout contact avec le public. En mars 2003, le tribunal administratif de Paris annule cette réorganisation du service qu'ils voient comme une sanction déguisée.

## Critique historique
Les thèses et les chiffres avancés par Jean-Luc Einaudi concernant les événements d'octobre 1961 ont été sévèrement critiqués par l'historien Jean-Paul Brunet. Einaudi dresse une liste des 393 victimes algériennes qu'il rapporte à la manifestation du 17 octobre 1961 (les policiers auraient fait ce soir-là plus de 200 morts) et dont il attribue le décès aux forces de police.
Au lendemain du 17 octobre 1961, la Préfecture de Police communique un bilan se montant à deux morts parmi les manifestants. De fait, les archives de l'Institut médico-légal de Paris n'enregistrent aucune entrée de corps de Nord-Africain à la date du 17 octobre.
En janvier 1998, la mission dirigée par le préfet Mandelkern, quant à elle, retrouve dans les archives du cabinet du préfet une liste de fin octobre dénombrant sept décès survenus dans le ressort de la Préfecture de Police.
En 2006, les historiens britanniques Jim House et Neil MacMaster précisent que dans la liste d'Einaudi des 246 victimes pour lesquelles la date du décès est connue, 141 décès ont été enregistrés avant le 17 octobre. Dans la liste de Jean-Luc Einaudi se trouvent plusieurs corps non identifiés; des Algériens morts des suites d'un suicide ou d'un accident ; au moins 8 victimes mentionnées deux fois ; Jean-Paul Brunet y découvre aussi un harki. Jean-Paul Brunet relève que dans la liste des 393 victimes de Jean-Luc Einaudi, 57 seulement sont décédées les 17 et 18 octobre, « la répression ne serait donc responsable que d'une minorité des morts Algériens ». Ces historiens soutiennent cependant que la plupart des morts Nord-Africains sur la période devrait être attribuée à la Police et que l'estimation de J.-P. Brunet est minimaliste.
D'une manière générale, Jean-Paul Brunet dénonce dans l'exploitation de cette affaire un « mythe forgé pour les besoins d’une cause militante bien incertaine » car en attribuant « systématiquement à la police française toutes les morts de Nord-Africains […] on reste abasourdi, mais on comprend pourquoi la vérité historique n'est pas le souci premier de Jean-Luc Einaudi ». Jean-Paul Brunet rappelle l'engagement de Jean-Luc Einaudi au Parti communiste marxiste-léniniste de France (PCMLF) de 1967 à 1982 et son rôle de rédacteur en chef de L'Humanité rouge qui « chantait les louanges des Khmers rouges et des bons présidents chinois Mao, nord-coréen Kim Il-sung et albanais Enver Hodja », signalant aussi son attitude de dénégation des crimes contre l'humanité commis par les communistes cambodgiens sous la direction de Pol Pot et  ceux commis par les communistes chinois menés par Mao-Tse-Toung. Et il conclut  : « il est grave qu'une fraction de la société française d'aujourd'hui se soit laissée abuser »,  par son manque de professionnalisme,.
Paul Thibaud estime qu'« Einaudi entasse les pièces d'un réquisitoire alors que Brunet essaie d'écrire une histoire » ; ainsi, « beaucoup des résumés d'enquête qu' Einaudi nous livre ne permettent pas de savoir qui a tué », suivant un « choix global et politique », Einaudi met les décès au compte de la police afin d'exonérer le FLN de ses « visées totalitaires ».

## Le dossierYounsi
En 2013, Einaudi publie un autre livre intitulé  Le Dossier Younsi, dans lequel il s'intéresse au parcours et aux circonstances de la mort de l'indépendantiste Abdallah Younsi, l'un des cadres de la Fédération de France du FLN. Son enquête apporte des lumières sur le fonctionnement du FLN dans les mois qui suivent l'indépendance algérienne,.

## Publications
- 1986 : Pour l'exemple, l'affaire Fernand Iveton, L'Harmattan  (ISBN 2858027218)
- 1991 : La Ferme Améziane : Enquête sur un centre de torture pendant la guerre d'Algérie, L'Harmattan  (ISBN 273840944X)
- 1991 : La Bataille de Paris – 17 octobre 1961 (réédition en poche en 2001, postface inédite de l'auteur), Le Seuil  (ISBN 2020510618)
- 1994 : Un Rêve algérien – Histoire de Lisette Vincent, une femme d'Algérie, Dagorno, réédité par les PUF, 2001  (ISBN 2130521541)
- 1995 : Les Mineurs délinquants, Fayard
- 1999 : Un Algérien, Maurice Laban, Le Cherche midi
- 2001 : Viet Nâm ! La guerre d'Indochine, 1945-1954, Le Cherche midi
- 2001 : Les Silences de la police, avec Maurice Rajsfus, sur la rafle du Vel d'Hiv et le massacre du 17 octobre 1961, L'Esprit frappeur  (ISBN 2-84405-173-1)
- 2001 : Octobre 1961. Un massacre à Paris, Librairie Arthème Fayard, réédité par les Éditions Pluriel en 2011  (ISBN 978-2012795433)
- 2004 : Franc-tireur, Georges Mattéi de la guerre d'Algérie à la guérilla, Éditions du Sextant, coll. « Danger public »  (ISBN 978-2849780060)
- 2006 : Traces, des adolescents en maison de redressement sous l'Occupation, Éditions du Sextant  (ISBN 978-2849780114)
- 2007 : Un témoin - Georges Arnold, prêtre du Prado
- 2009 : Scènes de la guerre d'Algérie en France : Automne 1961, Le Cherche midi, coll. « Documents »  (ISBN 978-2-7491-1521-4)
- 2013 : Le dossier Younsi : 1962, procès secret et aveux d'un chef FLN en France, Tirésias  (ISBN 978-2915293814)
- 2013 : Franc-tireur, Georges Mattéi, de la guerre d'Algérie à la guérilla, Digital Index, coll. « Révoltes »   (ISBN 9788897982654) [26]